# Dicymolomia micropunctalis
Dicymolomia micropunctalis là một loài bướm đêm trong họ Crambidae.